# Júlio Salústio
Flávio Júlio Salústio (em latim: Flavius Iulius Salustius) foi um oficial romano do século IV, ativo durante o reinado dos imperadores Constante I (r. 337–350) e Constâncio II (r. 337–361). Em 344, foi conde, mestre da infantaria e cônsul posterior com Domício Leôncio. Foi reconhecido no Oriente como cônsul o ano todo, mas no Oriente apenas após abril, tempo no qual Bonoso era cônsul.